# Воины света (песня)
«Воины света» — песня белорусской панк-рок-группы «Ляпис Трубецкой», выпущенная в 2014 году в альбоме «Матрёшка». Одно из самых известных произведений группы.

## История
«Воины света» была выпущена в альбоме «Матрёшка» группы «Ляпис Трубецкой» 1 марта 2014 года. За день до выхода официального клипа фанаты выпустили на видеохостинг YouTube неофициальный клип, имеющий на данный момент более 30 миллионов просмотров. 4 марта был загружен официальный видеоклип на композицию. После распада «Ляписа», её экс-солист и вокалист — Сергей Михалок, исполнил песню в составе своего нового коллектива — «Brutto». Летом 2022 года группа выпустила клип на трек «Воїни світла» на украинском языке. С русского текст песни перевел писатель Сергей Жадан.

### Популярность
Спустя несколько месяцев песня обрела большую популярность в Украине во время начала Евромайдана, событий в Донецкой и Луганской Области, и даже стала считаться неофициальным гимном Евромайдана. В конце марта 2014 года оригинальную русскоязычную версию песни спели украинские моряки с корабля Константин Олышанский.
О «Воинах света» также вспоминали в контексте белорусских протестов 2020-2021 годов, хотя эту песню задолго до этого в Беларуси исполняли местные уличные музыканты. Алексей Бобров называет себя врагом президента Белоруссии Александра Лукашенко и с 2014 года живёт в Украине и является активным сторонником Евромайдана.

#### Кавер-версии
В октябре 2019 года песню перепела Анна Шаркунова, чем вызвала волну негатива в Интернете. В записи Анне помогал барабанщик бывшей группы — Александр Сторожук. Однако у самого Михалка «мурашки по спине» и «он версию Шаркуновой одобряет». После репоста кавера в его Instagram-профиль, количество негативных комментариев уменьшилось.